# Pseudowubana wagae
Pseudowubana wagae là một loài nhện trong họ Linyphiidae.
Loài này thuộc chi Pseudowubana. Pseudowubana wagae được Octavius Pickard-Cambridge miêu tả năm 1873.